# Longhoughton
Longhoughton – wieś w Anglii, w hrabstwie Northumberland. Leży 51 km na północ od miasta Newcastle upon Tyne i 447 km na północ od Londynu. W 2001 miejscowość liczyła 1442 mieszkańców.